# Microsoft Certified Solution Developer
Certyfikat Microsoft Certified Solution Developer (MCSD) – główny certyfikat dla specjalistów, którzy projektują i tworzą rozwiązania biznesowe z wykorzystaniem narzędzi programistycznych, technologii i platform firmy Microsoft oraz architektury Microsoft Windows DNA. 
Programiści z certyfikatem MCSD mogą tworzyć aplikacje biurowe jedno- i wielostanowiskowe, aplikacje oparte na sieci Web, aplikacje n-warstwowe oraz aplikacje oparte na przetwarzaniu transakcji. Certyfikat obejmuje zakres zadania od analizy wymagań biznesowych po utrzymanie bieżącego działania rozwiązań.
Tytuł MCSD należy do istniejącej generacji certyfikatów Microsoft.
Od 1 kwietnia 2009 egzaminy, których zaliczenie skutkuje uzyskaniem tytułu MCSD są niedostępne.